# Euastacus bispinosus
Euastacus bispinosus là một loài tôm nước ngọt trong họ Parastacidae.